# Annesorhiza altiscapa
Annesorhiza altiscapa är en flockblommig växtart som beskrevs av Rudolf Schlechter och H.Wolff. Annesorhiza altiscapa ingår i släktet Annesorhiza och familjen flockblommiga växter. Inga underarter finns listade i Catalogue of Life.